# Rubberhout

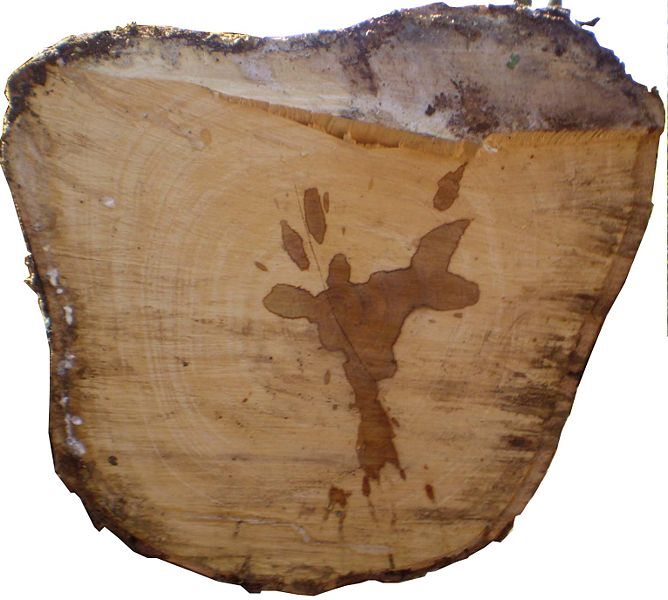
Kopse doorsnede van een stam van rubberboom, waaraan (enigszins) de kleur van rubberhout te zien is

Rubberhout (België) of rubberwood (Nederland) is een houtsoort afkomstig van de Braziliaanse rubberboom (Hevea brasiliensis, familie Euphorbiaceae) die oorspronkelijk voorkwam in  het Amazonewoud. 
Tegenwoordig wordt ze gekweekt in plantages in Zuidoost-Azië.
Het hout is gegolfd van draad en heeft kernhout en spinthout dat lichtcrèmig is van kleur. Het hout wordt gebruikt voor meubels, draaiwerk, parket en gebruiksvoorwerpen. 
Door het aanwezige latex kunnen bewerkingsinstrumenten aankoeken. Daarnaast is het ook gevoelig voor aantasting door Lyctus.